# Сребърна (резерват)
Вижте пояснителната страница за други значения на Сребърна.
„Сребърна“ е биосферен резерват в България, включен в Списъка на световното културно и природно наследство на ЮНЕСКО. Местността е обявена за резерват през 1948 г. Охраняемата площ е от около 892,05 ha, буферната зона от около 540 ha.

## Местоположение
Разположен е край село Сребърна, на 16 km западно от Силистра и на 2 km южно от Дунав. Обхваща езерото Сребърна и неговите околности. Намира се на главното миграционно трасе на прелетните птици между Европа и Африка Виа Понтика.

## История
През 1913 г., след подписване на Букурещкия мирен договор, територията на резервата, заедно с цяла Южна Добруджа, попада в пределите на Румъния. През 1940 г. с подписване на Крайовската спогодба (1940) Добруджа отново преминава в територията на Българската държава.
Първият българин, проявил интерес към това място, е Алекси Петров, който е посетил резервата през 1911 г. Той бил запленен от красотата на птичия свят и запланувал поредица от експедиции. Алекси Петров отново посещава резервата през 1940 г., за да проучи птичите колонии, гнездящи там. В миналото местността е посещавана от Феликс Каниц, а през 1880 г. я посещава и друг австриец – това е Едуард Ходек. Той описва своите впечатления в статията „Домът на прелетниците“. Най-черната страница от историята на тази красива местност записва Лео фон Калберматен. Той и неговите хора избиват хиляди малки и големи чапли. Тогавашната мода е изисквала на дамските шапки да има пера от тези птици. Друг изследовател, посетил Сребърна е Отомар Райзер. Той е автор на книгата „Материали на Българския орнис“, като вторият том на книгата е посветен на българската фауна.

## Езерото Сребърна
Сребърна е сладководно езеро, което е разположено край река Дунав. Дълбочината му варира от 1 до 3 m, а площта му е 2 – 2,5 km2. Често се заблатява.

## Флора
В езерото и около него има тръстика и други водолюбиви растения. Растителното съобщество от тръстика заема около 2/3 от площта на резервата. Тук се срещат 139 вида висши растения, като 11 от тях са редки или застрашени от изчезване извън територията на Сребърна. Вторият по разпространение растителен вид е тънколистният папур (Typha angustifolia), следван от широколистния папур (Typha latifolia). Сивата (Salix cinerea) и червената върба (Salix purpurea) също са широко разпространени.

## Фауна
Животинският свят в резервата е много разнообразен. Срещат се 41 вида бозайници, 11 вида влечуги, 10 вида земноводни и 24 вида риби .Част от животните са: видра, европейска дива котка, степна скачаща мишка, воден плъх, смок мишкар, смок стрелец, шипобедрена костенурка, сирийска чесновница (Pelobates Syriacus), жаба дървесница, червенокоремна бумка, щука, каракуда, червеноперка, езерен рак и др.
Резерватът е известен най-вече с птиците, които могат да се наблюдават на неговата територия. 221 вида птици гнездят в резерват Сребърна: къдроглав пеликан, розов пеликан, малък корморан, блестящ ибис, лопатарка, ням лебед, белоока потапница, малка белочела гъска, червеногуша гъска, сива гъска, патици, тръстиков блатар, синьогушка, мустакат синигер. Тук е единственото традиционно в България гнездово находище на голяма бяла чапла.

## Статут
През 1948 г. Сребърна е обявен за поддържан резерват.  През 1975 г. Сребърна е включена в Рамсарската конвенция за опазване на влажните зони с международно значение. През 1977 е обявен за биосферен резерват от списъка на ЮНЕСКО. През 1983 г. влиза в списъка на паметниците на световното културно наследство и природните забележителности на ЮНЕСКО. Резерватът поддържа 22 редки, уязвими или застрашени вида животни и растения съгласно Европейския червен списък на глобално застрашените животни и растения и 149 вида съгласно Червената книга на България. Езерото е един от най-ценните и известни и в чужбина защитени природни обекти в България.

## Музей
Природо-научният музей при биосферен резерват „Сребърна“ притежава експозиция от препарирани обитатели на резервата. От музея могат да се наблюдават птиците в резервата. Поставена е видеокамера в сърцето на блатото, където гнездят пеликаните, и чрез видеовръзка картината и звуците се предават на екран в музея. Около резервата е направена екопътека, като на известно разстояние по нея са построени беседки за отмора и наблюдателни площадки, откъдето могат да се наблюдават птиците.
Сребърна е сред Стоте национални туристически обекта на Български туристически съюз и има печат. Работното време на музея е: 08:00 – 18:00 ч. само през активния сезон от 1 май до 1 октомври. без почивен ден. Безплатен ден за посещения е четвъртък. Телефон: 08677 2469

## Галерия
- Галерия с панорамни снимки от резервата